# Škuna
Škuna (en. schooner) je ime za jadrnico z dvema ali več jambori in glavnim jadrom. Nad glavnim jadrom so 3 križi in razpiralo, na sprednjem jamboru 3-5 prečnih jader, na zadnjem jamboru pa zgornje jadro (topsailor) in zgornje jadro.
Posebne vrste hibridov z barqo so znane kot škuna-barqe in barqe-škuna.
Škune so se prvič pojavile na Nizozemskem v 17. stoletju, njihov vrhunec razvoja pa je bil v Združenih državah med ameriško vojno za neodvisnost.
Škune so bile zgrajene predvsem za prevoz tovora, potnikov in ribolov.